# Ганди, Анурадха
Анурадха Ганди (хинди अनुराधा गांधी, 28 марта 1954 — 12 апреля 2008) — индийская революционерка, член ЦК Коммунистической партии Индии (маоистской), теоретик и руководительница женского крыла партии. Жена Кобада Ганди. Умерла от церебральной малярии.

## Память
В Университете Джавахарлала Неру с 2008 года проводятся мемориальные чтения её имени. В 2010 году со своей лекцией их посетил Ян Мюрдаль, в 2011 году — Бабурам Бхаттараи, в 2012 году — Арундати Рой, написавшая предисловие к сборнику статей Анурадхи Ганди.

## Книги
- Scripting the Change: Selected Writings of Anuradha Ghandy. — Delhi: Daanish Books, 2011.